# بلیکا، شهرستان مجیموریه
بلیکا (به لاتین: Belica) یک منطقهٔ مسکونی در کرواسی است که در شهرستان مجیموریه واقع شده‌است. بلیکا ۲۷٫۷۵ کیلومتر مربع مساحت و ۳٬۱۷۶ نفر جمعیت دارد.